# Maria Ohisalo
Maria Karoliina Ohisalo, més coneguda com a Maria Ohisalo, (Hèlsinki, 8 de març de 1985) és una política finlandesa, líder del partit Lliga Verda des del 2019. A les eleccions parlamentàries del 2019 va ser elegida amb 11.797 vots. Va ser nomenada ministra de l'Interior al gabinet Rinne i va continuar amb les seves funcions en el següent gabinet Marin.
Va ocupar el càrrec de líder interina de la Lliga Verda després que Touko Aalto l'abandonés el setembre del 2018. Va ser l'única candidata a les eleccions al lideratge que es van celebrar el juny de 2019. Va copresidir la Unió de Joves i Estudiants Verds el 2013–2014 i és regidora de l'Ajuntament de Hèlsinki des del 2017 i diputada al Parlament de Finlàndia des del 2019.

## Trajectòria

### Orígens i estudis
Ohisalo va néixer el 8 de març de 1985 a Vesala, un barri oriental de la capital finlandesa de Hèlsinki. Durant la seva infància va viure en la pobresa, passant un any en un refugi, ja que els seus pares sovint estaven a l'atur. El problema de l'alcoholització del seu pare va conduir a la separació de la parella. La mare, per la seva banda, va continuar els estudis i va treballar a la nit i als caps de setmana. Per la seva banda, Ohisalo es va dedicar al futbol i a l'atletisme des d'un edat ben jove. L'any 2004 es va graduar al gymnasium esportiu Mäkelänrinne i l'any 2011 va obtenir un màster en Ciències socials a la Universitat de Hèlsinki.
El 2017 va defensar el seu doctorat en sociologia al departament de ciències socials de la Universitat de Finlàndia Oriental. Per a la seva tasca de doctorat,va investigar l'ajuda alimentària i les estades de llarga durada sensesostre al Centre d'Expertesa Social de Socca de l'àrea metropolitana de Hèlsinki, sota els auspicis de l'Agència Social i de Salut de la ciutat de Hèlsinki. Durant els seus estudis des del 2014 fins al 2017 va ser membre de la Federació d'Estudiants d'Educació Superior en Ciències Socials. Va treballar com a investigadora a la Fundació Y.

### Carrera política
L'any 2008 va començar la militància a la Lliga Verda. A les eleccions locals de 2010, va ser elegida membre del consell de l'església parroquial de Kallio (Església Evangèlica Luterana de Finlàndia), però l'octubre de 2011 hi va renunciar quan es va allunyar de la zona.
Durant el 2010-2011 va ser membre del grup de programació de polítiques socials i de salut de la Unió Verda. L'any 2011 va ser presidenta del Grup d'Afers Internacionals d'Assumptes Verds i Estudiants (ViNO). mentre que al 2012 va ser membre del consell de l'organització i responsable d'afers internacionals. L'any 2012 va ser presidenta del Grup de Treball Juvenil sobre el Futur de la Cooperació Nòrdica al Ministeri d'Afers Exteriors. L'any 2012 també va ser membre de la junta directiva de la Lliga de la joventut nòrdica. A les eleccions municipals de Hèlsinki de 2012, va rebre 612 vots i va ser elegida subdelegada.
El 2013 va ser membre de la junta juvenil i membre de la junta directiva del districte hospitalari de Hèlsinki i Uusimaa durant la resta del període 2014-2017. A les eleccions municipals de 2017 va ser elegida regidora de l'Ajuntament de Hèlsinki amb 4.400 vots. El 2013 va ser elegida presidenta de ViNO, juntament amb Veli-Matti Partanen, i el 2014 amb Aaro Häkkinen. Durant el 2013-2015 va ser membre de la delegació del partit verd. Va ser candidata a les eleccions al Parlament Europeu de 2014 i va rebre 3.089 vots.
El juny de 2015, va ser elegida vicepresidenta del Partit Verd. També va ser candidata a les eleccions parlamentàries de 2015, en les quals va rebre 4.087 vots i va quedar fora del Parlament per només 109 vots. En el període 2015-2018, va ser membre del consell parroquial de Hèlsinki i de la parròquia de Paava.
Va ser nominada a l'escó verd durant la votació preelectoral del 2017 del Partit Tampere i va cridar l'atenció després de convertir-se en una candidata relativament desconeguda, molt propera al segon lloc en l'elecció dels sis candidats. El 18 de setembre de 2018 va ser nomenada vicepresidenta oficial de la Lliga Verda, mentre Touko Aalto estava de baixa per malaltia.
Va ser candidata a les eleccions parlamentàries de 2019 i va ser elegida diputada per la circumscripció de Hèlsinki amb 11.797 vots, convertint-se així en la setena candidata més popular del país. El juny de 2019 va ser elegida presidenta d'Els Verds en una reunió del partit a la ciutat de Pori. Aquell mateix mes la Lliga Verda va decidir presentar-la com la seva candidata al càrrec de ministra de l'Interior al gabinet d'Antti Rinne, un càrrec que va exercir fins al novembre de 2021, ja amb el govern de Sanna Mirella Marin des de desembre del 2019. Després del seu permís parental, va assumir el càrrec de ministra de Clima i Medi Ambient des del juny de 2022 fins al juny de 2023, com a representant d'Els Verds.

### Vida personal
Va jugar a futbol al FC Kontu i al FC Viikingit i va competir en atletisme amb l'equip del Helsingin Kisa-Veikot. Quan ja era adulta va guanyar premis en ciclisme en pista. Les video-consoles han estat una afició important per a ella.
El seu cònjuge es diu Miika Johansson.